# Statistik Austria
La Statistik Austria è la designazione per il pubblico dell'istituto nazionale di statistica della repubblica austriaca.
L'azienda si è distaccata dall'ufficio federale grazie alla legge che ha permesso tale scissione, entrata in vigore, in Austria, dal 1º gennaio 2000. Tuttavia non è una società indipendente in quanto rimane un'istituzione federale a scopo di lucro di pubblico dominio, della quale lo scopo è fornire i servizi di statistica su tutto il territorio federale.